# Shanxi
Shanxi  (en chino, 山西; pinyin, Shānxīⓘ) es una de las veintidós provincias que, junto con las cinco regiones autónomas, cuatro municipios y dos regiones administrativas especiales, conforman la República Popular China. Su capital es Taiyuán. 
Está ubicada al este de la región Norte del país, limitando al norte con Mongolia Interior, al este con Hebei, al sur con Henan (parte de su frontera está delimitada por el río Amarillo) y al oeste con el río Amarillo que la separa de Shaanxi. Tiene una extensión de 156 000 kilómetros cuadrados habitados por más de 31 millones de personas (2003). 
El nombre abreviado es Jin, por el estado de Jin que existió en la zona durante el periodo de Primaveras y Otoños; el nombre en español de la provincia, Chansi.  Aparte de la capital, otra ciudad destacada es Datong.
Shanxi significa literalmente "oeste de las montañas" en referencia a la situación de la provincia, al oeste de las Montes Taihang. Está situada en la parte central del valle del río Amarillo.

## Administración
La provincia de Shanxi está formada por 11 ciudades-prefecturas, estas a su vez están divididas en 119 municipios que se administran en 23 distritos, 11 ciudades y 84 condados .
| Mapa | #        | Nombre | Hanzi        | Pinyin |
| ---- | -------- | ------ | ------------ | ------ |
|      |          |        |              |        |
| 1    | Taiyuan  | 太原市 | Tàiyuán Shì  |        |
| 2    | Changzhi | 长治市 | Chángzhì Shì |        |
| 3    | Datong   | 大同市 | Dàtóng Shì   |        |
| 4    | Jincheng | 晋城市 | Jìnchéng Shì |        |
| 5    | Jinzhong | 晋中市 | Jìnzhōng Shì |        |
| 6    | Linfen   | 临汾市 | Línfén Shì   |        |
| 7    | Lüliang  | 吕梁市 | Lǚliáng Shì  |        |
| 8    | Shuozhou | 朔州市 | Shuòzhōu Shì |        |
| 9    | Xinzhou  | 忻州市 | Xīnzhōu Shì  |        |
| 10   | Yangquan | 阳泉市 | Yángquán Shì |        |
| 11   | Yuncheng | 运城市 | Yùnchéng Shì |        |

Ver Divisiones Administrativas de Shanxi (listado completo de las Divisiones de Nivel de Distrito).

## Historia
En Shanxi estuvo localizado, durante el periodo de Primaveras y Otoños, el poderoso estado de Jin, que acabaría dividiéndose en los estados de Han, Zhao y Wei en 403 a. C., fecha que normalmente se considera como la del comienzo de los Reinos Combatientes. Hacia el 221 a. C. todos estos estados habían caído bajo el estado de Qin, que estableció la dinastía Qin de manos de Qin Shi Huang.
La posterior dinastía Han gobernó Shanxi con el nombre de Bingzhou (幷州 Bīng Zhōu, "provincia de Bing"). Durante las invasiones de los nómadas del norte del periodo de los dieciséis Reinos, la actual provincia fue controlada sucesivamente por los Zhao posteriores, los Yan Anteriores, los Qin Anteriores y los Yan posteriores. Fueron seguidos por los Wei Septentrionales, un reino de los xianbei que tuvo una de sus primeras capitales en la actual Datong, en el norte de Shanxi, y que llegaría a gobernar casi todo el norte de China.
Durante la dinastía Tang (618 - 907), y en época posterior, la zona fue llamada Hedong (河東, Hédōng), o "al este del río (Amarillo)". 
Durante la primera parte de las Cinco Dinastías y los Diez Reinos (907 - 960) de aquí salieron tres de las dinastías y el único reino establecido en el norte. Shanxi fue en principio la base del jiedushi (节度使), o gobernador militar, de Hedong, Li Cunxu, quien derrocaría a la primera de las cinco dinastías, la Liang Posterior, para establecer la segunda, la Tang Posterior. Esta fue a su vez derrocada por otro de estos gobernadores, Shi Jingtang, para instaurar la tercera, la Jin Posterior. Derrocada ésta por los kitán, otro jiedushi de Hedong, Li Zhiyuan establecería la cuarta dinastía, la Han Posterior. Por fin, cuando la quinta dinastía, la Zhou Posterior, fue establecida, el nuevo jiedushi de Hedong, Liu Chong, se rebeló y estableció el estado independiente Han del Norte, uno de los diez reinos, en lo que son ahora la parte norte y central de Shanxi.
Shi Jintang, fundador de la dinastía Jin Posterior, cedió una gran parte del norte de China a los kitán como pago por su ayuda militar. Este territorio, llamado las Dieciséis Prefecturas de Yanyun, incluía parte del norte de Shanxi y con el tiempo se convertiría en un gran problema para la defensa china contra los kitán durante la siguiente centuria, ya que estaba al sur de la Gran Muralla.  Esta situación continuó entre la china de la dinastía Song del norte y la dinastía Liao. La posterior dinastía Song del sur, abandonó el norte de China, incluyendo Shanxi, en manos de la dinastía Jin en 1127.
La dinastía Yuan dividió China en provincias pero Chansi no fue establecida como una de ellas. Los límites y nombre actuales de la provincia fueron establecidos durante la dinastía Ming. Durante la dinastía Qing Chansi se extendió hacia el norte más allá de la Gran Muralla para incluir partes de Mongolia Interior, incluyendo la actual ciudad e Hohhot y solapándose con la jurisdicción de las ocho banderas y la bandera de Guihua Tümed.
Una serie de terremotos sacudieron la provincia de Chansi en junio y julio de 1834. Teilhard de Chardin, empleado por el Servicio Geológico Nacional de China, estudió la geología del Chansi occidental en 1933.
Durante la mayor parte del periodo en que la República de China gobernó sobre la China continental, Shanxi fue controlada por un único señor de la guerra, Yan Xishan, al contrario de lo que ocurría en el resto de China, sacudido por frecuentes cambios. Durante la Segunda Guerra Sino-japonesa, Japón ocupó gran parte de la provincia tras derrotar a China en la batalla de Taiyuan. También fue un importante campo de batalla entre los japoneses y el Ejército Popular de Liberación, notablemente en el este de Chansi.
Tras la derrota de Japón, una gran parte del campo de Shanxi fue una importante base del EPL durante la guerra civil china. Yan había incorporado miles de antiguos soldados japoneses a sus fuerzas, y estos formaron parte de su fallida defensa de Taiyuan contra los comunistas a principios de 1949.
Durante siglos, Shanxi fue uno de los principales centros comerciales y bancarios de China y la denominación mercader de Shanxi (晋商 jìnshāng) fue sinónimo de prosperidad. La ciudad de Pingyao muestra aún hoy signos de esta situación de dominio en el mercadeo que una vez tuvo Shanxi. En ella se encuentran restos de la cultura y la arquitectura de la dinastía Han. Sin embargo, la provincia actual es una de las más pobres del país.

## Geografía
Shanxi se encuentra situada sobre una meseta. En el este se encuentra la larga cadena de las montañas Taihang y en el oeste las montañas Lüliang. Cerca del 70% de la provincia es montañoso, por lo que la mayor parte de la población vive en los valles del centro, formados por loess y a través de los cuales corre el río Fen. El punto más alto de la provincia se sitúa en el monte Wutai, con una altitud de 3.058 metros. A través de la mayor parte su frontera con Mongolia Interior discurre la Gran Muralla.
El río Amarillo forma la frontera oeste con Shaanxi. Sus afluentes, los ríos Fen y Qin, corren de norte a sur, formando la cuenca de la mayor parte de esta zona. El norte es drenado por afluentes del río Hai, como el Sanggan y el Hutuo. El mayor lago natural es el Xie, de agua salada y situado cerca de Yuncheng, en el suroeste.
El clima es continental monzónico pero, debido a la cercanía del desierto de Gobi, donde sopla el viento cargado de loess, es extremadamente seco. La temperatura media en enero está por debajo de los 0 °C y en julio oscila entre los 21 y los 26 °C. La media de precipitaciones anuales está entre los 350 y los 700 mm, con el 60% concentrados entre junio y agosto.
Ciudades importantes:
- Taiyuan
- Datong
- Changzhi
- Yangquan

## Economía
El PBI per cápita de Shanxi está por debajo del promedio nacional. Comparado con las otras provincias del este de China, Shanxi es menos desarrollada por muchas razones. Su localización geográfica limita su participación en el intercambio comercial internacional, el cual involucra a la mayoría de las provincias costeras. Destacan los cultivos de trigo, sorgo, mijo, legumbres, patatas y maíz aunque la agricultura está muy limitada por el clima y la falta de agua. 
Los de depósitos de carbón mineral de Chansi son los principales de la China, seguidos por los de Shensi.  Los campos de extracción de carbón más importantes son los de Datong (大同), Ningwu (宁武), Xishan (西山), Hedong (河东), Qinshui (沁水) y Huoxi (霍西). También tiene un tercio de las reservas de bauxita, 500 millones de toneladas.
Las principales industrias son la producción de carbón y productos químicos, la generación de electricidad y el refinado de metales. El pib nominal para el 2020 ascendió a 255.92 millones de dólares, ocupando el lugar número 21 entre las 31 provincias chinas.

## Demografía

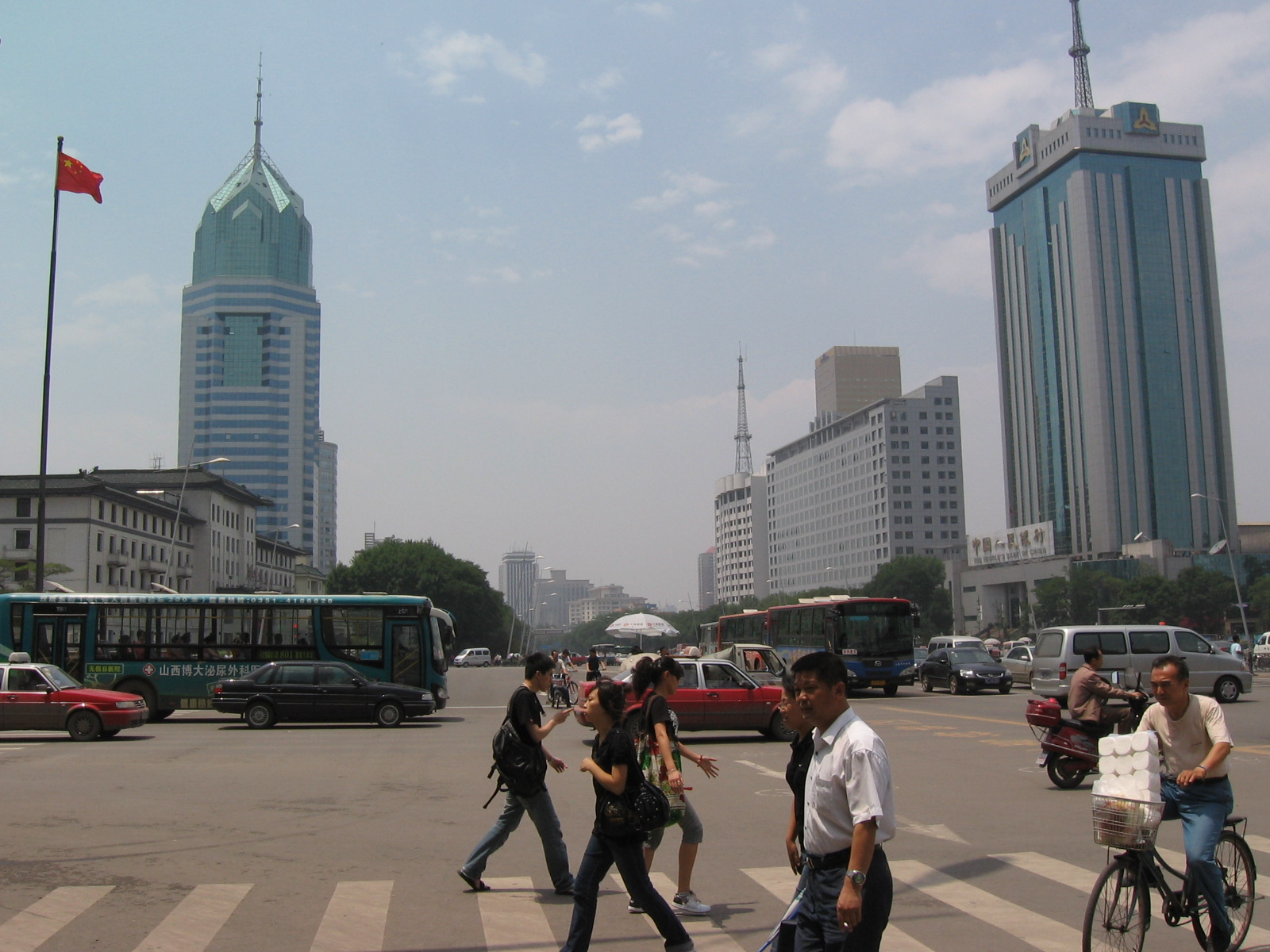
Vista de Taiyuán, la capital de la provincia

La población es en su mayoría de etnia han, aunque también hay mongoles, manchúes y hui.
| Grupos étnicos de Shanxi, censo de 2000 | Grupos étnicos de Shanxi, censo de 2000 | Grupos étnicos de Shanxi, censo de 2000 |
| Nacionalidad                            | Población                               | Porcentaje                              |
| --------------------------------------- | --------------------------------------- | --------------------------------------- |
| Han                                     | 32 368 083                              | 99,68%                                  |
| Hui                                     | 61 690                                  | 0,19%                                   |
| Manchú                                  | 13 665                                  | 0,042%                                  |
| Mongol                                  | 9446                                    | 0,029%                                  |

No incluye a los miembros del Ejército Popular de Liberación (EPL) en servicio activo.

Fuente: Departamento de Estadística de Población, Social, Científica y Tecnológica de la Oficina Nacional de Estadística de China (国家统计局人口和社会科技统计司) y Departamento de Desarrollo Económico de la Comisión Estatal China de Asuntos Étnicos (国家民族事务委员会经济发展司), ed. Tabulación de Nacionalidades del censo de población de 2000 de China (《2000年人口普查中国民族人口资料》). 2 vols. Beijing: Editorial de las Nacionalidades (民族出版社), 2003. (ISBN 7-105-05425-5)
En 2004, la tasa bruta de natalidad fue de 12.36 nacimientos por cada mil habitantes y la tasa bruta de mortalidad de 6.11 muertes por cada mil habitantes. En cuanto al sexo, la proporción era de 105.5 hombres por cada 100 mujeres.

## Cultura
La mayoría de los habitantes de Shanxi hablan dialectos del jin, una de las ramas del chino. Sin embargo, los dialectos del suroeste, cerca de la frontera con Henan y Shaanxi, son clasificados dentro del zhongyuan, una subdivisión del mandarín.
La cocina de Shanxi es principalmente conocida por el gran uso que hace del vinagre como condimento para los fideos. Un plato típico de la capital Taiyuan es el Taiyuan tounao (太原头脑, "Cabeza de Taiyuan"), una sopa preparada con carne de carnero, boniato (山药, shānyao), raíz de loto, astrágalo (黄芪), cebolla y algún tipo de bebida alcohólica para aromatizar. Se puede degustar mojando trozos de pan sin levadura y se dice que tiene propiedades medicinales.
La ópera de Shanxi (晋剧 Jinju) es una forma de ópera china popularizada desde finales de la dinastía Qing gracias a los entonces omnipresentes mercaderes de Shanxi. También es conocida como zhonglu bangzi (中路梆子), por ser del tipo bangzi (梆子), un grupo de óperas que se distinguen por el uso de unas castañuelas de madera que marcan el ritmo y un estilo de canto más enérgico. También existe el estilo quzi (曲子), término general que designa los estilos meridionales más melódicos. La ópera puzhou (蒲剧), del sur de la provincia, es otro tipo de ópera bangzi más antigua que hace uso de un intervalo más amplio.
Los mercaderes de Shanxi (晋商, jìn shāng) constituyen un fenómeno histórico que se extendió durante siglos, desde la dinastía Song a la Qing. Comerciaban a lo largo y ancho de Asia Central y hasta la costa este de China. En tiempos de la dinastía Qing establecieron lazos comerciales entre ambos lados de la Gran Muralla. A finales de esta dinastía nacieron los piaohao (票号), pequeños bancos que proveían servicios como transferencias, transacciones, depósitos y préstamos y que desarrollaron el primer papel moneda. Tras el establecimiento del primero de estos bancos en Pingyao, los banqueros de Shanxi dominaron económicamente China durante casi un siglo, hasta que fueron eclipsados por el auge de los bancos modernos.

## Turismo

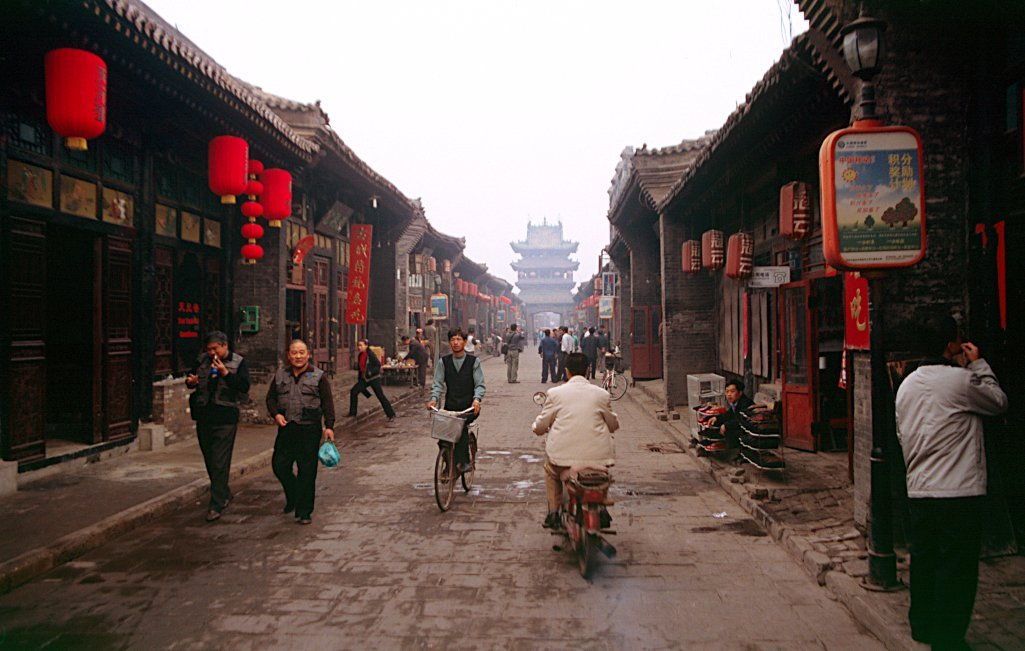
Pingyao

- La ciudad antigua de Pingyao, cerca de Taiyuan, es Patrimonio de la Humanidad. El que fuera gran centro financiero de China, destaca por haber conseguido preservar el modo de vida, la cultura y la arquitectura han de los tiempos de las dinastías Ming y Qing.
- Las grutas de Yungang (云岗石窟, Yúngǎng shíkū), en Datong, también Patrimonio de la Humanidad, albergan 252 cuevas, notables por su colección de esculturas y relieves budistas de los siglos V y VI.
- El Monte Wutai (五台山, Wǔtáishān) es el punto más elevado de la provincia y uno de los principales puntos de peregrinaje del budismo, ya que aquí residió el bodhisattva Manjushri. Destaca por su templos y las vistas.
- El monte Heng, en el distrito de Hunyuan, es un importante centro taoísta. En él se encuentra el monasterio colgante (悬空寺, xuánkōng sì), situado sobre un acantilado y que ha sobrevivido durante 1400 años a los terremotos de la zona.
- La pagoda de madera (木塔, mùtǎ) de Yingxian, en el distrito de Ying, fue construida en 1056. Octogonal con nueve niveles, es, con sus 67 metros de altura, la mayor del mundo hecha en madera.
- La catarata de Hukou se localiza en el río Amarillo, en la frontera con la provincia de Shaanxi. Tiene una anchura máxima de hasta 50 m y por volumen es la segunda mayor de China.
- Dazhai es una villa en el distrito de Xiyang. Situada en un terreno accidentado, fue un sitio sagrado durante la Revolución Cultural, cuando fue puesta como ejemplo para toda la nación.